# Ana Lucía Urbina
Ana Lucía Urbina Zapata (Sullana, Piura, 30 de marzo de 1996) es una cantante peruana reconocida por su participación como vocalista en la orquesta Corazón Serrano desde 2015.

## Biografía
Nació en la ciudad de Sullana, en la provincia homónima del departamento de Piura, junto a su gemela y también cantante, Ana Claudia Urbina. Partició durante su adolescencia en programas de televisión. Estudió Diseño de Interiores en SENCICO, formación que no concluyó debido a que dedicó dedicarse completamente a la música, aunque antes de ello trabajó vendiendo raspadillas junto a su hermana Ana Claudia. Además, ha expresado su interés por la cocina.
En 2013 participó del programa Perú Tiene Talento, mientras que en 2014 fue concursante del programa La Voz Perú, donde fue parte del equipo liderado por la cantante Eva Ayllón. En 2015 ingresó a la agrupación Corazón Serrano junto a su hermana, tras la salida de otras integrantes. Durante su permanencia en la agrupación, interpretó temas como En qué brazos estará y Tomando cerveza. Uno de los videoclips en los que participó superó los 70 millones de visualizaciones en la plataforma YouTube. Aunque su carrera se ha centrado en la cumbia, también ha incursionado en otros géneros musicales como salsa y baladas; interpretando canciones como Dicen que soy de La India y Tormento de Mon Laferte.
En 2024, sufrió la pérdida del bebé que esperaba junto a su entonces pareja Edwin Guerrero, director de Corazón Serrano. En un comunicado, publicado en sus redes sociales, indicó que «atravesar este duelo ha sido una de las experiencias más desgarradoras que ha tenido que afrontar».
En febrero de 2025, anunció que no renovará su contrato con Corazón Serrano, expresando su deseo de enfocarse en su vida personal y futuros proyectos. La cantante mencionó que, tras una década en la agrupación, busca formar una familia y tener tiempo para sí misma.